# الخطوط الجوية لإفريقيا

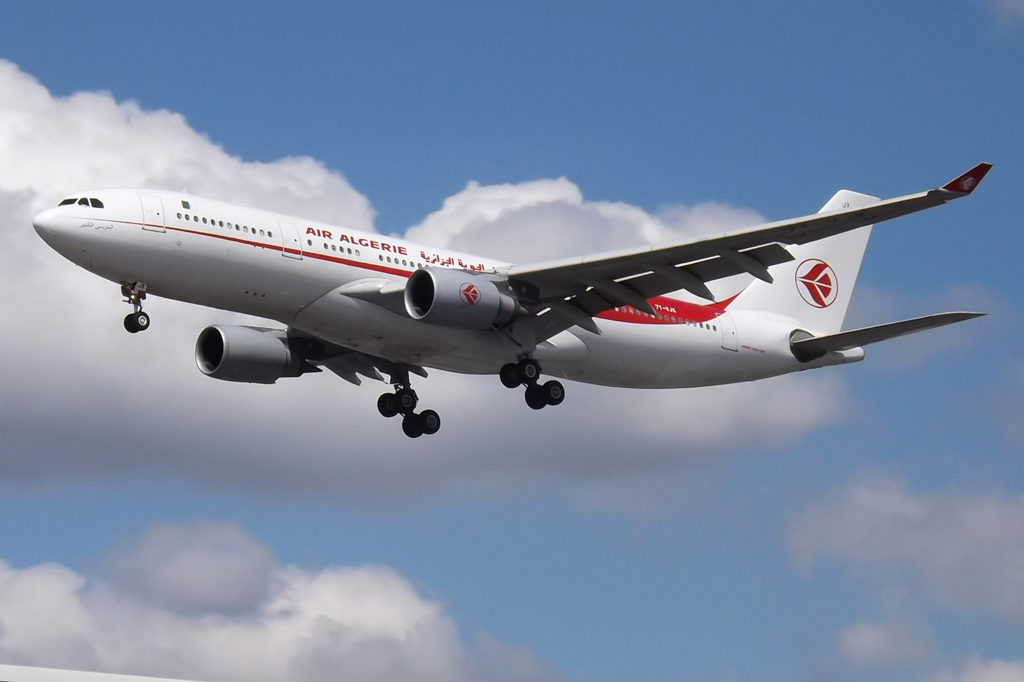
طائرة إيرباص 330

انتشرت شركات الطيران في إفريقيا لأن شبكات الطرق والسكك الحديدية في العديد من البلدان ليست متطورة جيدًا بسبب المشكلات المالية والتضاريس والمواسم الممطرة. قال بن آر جوتري، مؤلف موسوعة الخطوط الجوية الأفريقية، «على الرغم من أن معظم شركات الطيران لم تكن أبدًا كبيرة بالمعايير الأوروبية أو الأمريكية، فقد كان لها تأثير هائل على الاقتصاد والشعب.» مملوكة جزئيًا أو كليًا من قبل الحكومات الوطنية. تمتلك بعض شركات الطيران الأفريقية شركات طيران أوروبية كمساهمين رئيسيين، مثل الخطوط الجوية الملكية الهولندية التي تمتلك 7.8٪ من الخطوط الجوية الكينية والخطوط الجوية البريطانية التي كانت تمتلك 18٪ من أسهم شركة كومير السابقة.